# Silvio Rojas
Edmundo Silvio Rojas (Porongo, 3 november 1959) is een voormalig Boliviaans voetballer, die speelde als aanvaller.

## Clubcarrière
Rojas beëindigde zijn actieve loopbaan in 1993 bij de Boliviaanse club Club Destroyers uit Santa Cruz de la Sierra na eerder onder meer voor Club Aurora, Club Blooming, Club San José en Real Santa Cruz te hebben gespeeld.

## Interlandcarrière
Rojas speelde in totaal 24 officiële interlands voor Bolivia in de periode 1979-1987, en scoorde vijf keer voor zijn vaderland. Onder leiding van bondscoach Ramiro Blacutt maakte hij zijn debuut op 10 juli 1979 in de vriendschappelijke thuiswedstrijd tegen Paraguay (3-1), net als middenvelder Carlos Borja en verdediger Edgar Vaca. Met La Verde nam Rojas tweemaal deel aan de strijd om de Copa América: en 1983 en 1987.
| Interlands van Silvio Rojas voor Bolivia | Interlands van Silvio Rojas voor Bolivia | Interlands van Silvio Rojas voor Bolivia | Interlands van Silvio Rojas voor Bolivia | Interlands van Silvio Rojas voor Bolivia | Interlands van Silvio Rojas voor Bolivia |
| №                                        | Datum                                    | Wedstrijd                                | Uitslag                                  | Competitie                               | Goals                                    |
| ---------------------------------------- | ---------------------------------------- | ---------------------------------------- | ---------------------------------------- | ---------------------------------------- | ---------------------------------------- |
| 1                                        | 10 Jul 1979                              | Bolivia – Paraguay                       | 3–1                                      | Vriendschappelijk                        | 0                                        |
| 2                                        | 02 Aug 1979                              | Paraguay – Bolivia                       | 2–0                                      | Vriendschappelijk                        | 0                                        |
| 3                                        | 02 Jul 1980                              | Bolivia – Polen                          | 0–1                                      | Vriendschappelijk                        | 0                                        |
| 4                                        | 26 Aug 1980                              | Bolivia – Paraguay                       | 1–1                                      | Vriendschappelijk                        | 0                                        |
| 5                                        | 09 Nov 1980                              | Bolivia – Uruguay                        | 1–3                                      | Vriendschappelijk                        | 0                                        |
| 6                                        | 11 Dec 1980                              | Uruguay – Bolivia                        | 5–0                                      | Vriendschappelijk                        | 0                                        |
| 7                                        | 25 Jan 1981                              | Bolivia – Tsjecho-Slowakije              | 2–1                                      | Vriendschappelijk                        | 0                                        |
| 8                                        | 29 Jan 1981                              | Bolivia – Tsjecho-Slowakije              | 2–5                                      | Vriendschappelijk                        | 0                                        |
| 9                                        | 01 Feb 1981                              | Bolivia – Bulgarije                      | 1–3                                      | Vriendschappelijk                        | 0                                        |
| 10                                       | 22 Feb 1981                              | Bolivia – Brazilië                       | 1–2                                      | WK-kwalificatie                          | 0                                        |
| 11                                       | 19 Jul 1983                              | Bolivia – Chili                          | 1–2                                      | Vriendschappelijk                        | 0                                        |
| 12                                       | 06 Aug 1983                              | Bolivia – Paraguay                       | 1–3                                      | Vriendschappelijk                        | Goal                                     |
| 13                                       | 14 Aug 1983                              | Bolivia – Colombia                       | 0–1                                      | Copa América                             | 0                                        |
| 14                                       | 21 Aug 1983                              | Bolivia – Peru                           | 1–1                                      | Copa América                             | 0                                        |
| 15                                       | 24 Aug 1983                              | Chili – Bolivia                          | 4–2                                      | Vriendschappelijk                        | 0                                        |
| 16                                       | 31 Aug 1983                              | Colombia – Bolivia                       | 2–2                                      | Copa América                             | Goal                                     |
| 17                                       | 04 Sep 1983                              | Peru – Bolivia                           | 2–1                                      | Copa América                             | 0                                        |
| 18                                       | 22 Apr 1985                              | Bolivia – Venezuela                      | 4–1                                      | Vriendschappelijk                        | 0                                        |
| 19                                       | 02 May 1985                              | Bolivia – Peru                           | 0–0                                      | Vriendschappelijk                        | 0                                        |
| 20                                       | 26 May 1985                              | Bolivia – Paraguay                       | 1–1                                      | WK-kwalificatie                          | Goal                                     |
| 21                                       | 02 Jun 1985                              | Bolivia – Brazilië                       | 0–2                                      | WK-kwalificatie                          | 0                                        |
| 22                                       | 09 Jun 1985                              | Paraguay – Bolivia                       | 3–0                                      | WK-kwalificatie                          | 0                                        |
| 23                                       | 30 Jun 1985                              | Brazilië – Bolivia                       | 1–1                                      | WK-kwalificatie                          | 0                                        |
| 24                                       | 23 Jun 1987                              | Uruguay – Bolivia                        | 2–1                                      | Vriendschappelijk                        | 0                                        |

## Erelijst
Club Blooming
- Liga de Boliviano

1984